# ビオナ
ビオナ（フランス語: Bionaz [bjɔna]）は、イタリア共和国ヴァッレ・ダオスタ州にある、人口約200人の基礎自治体（コムーネ）。

## 地理

### 位置・広がり

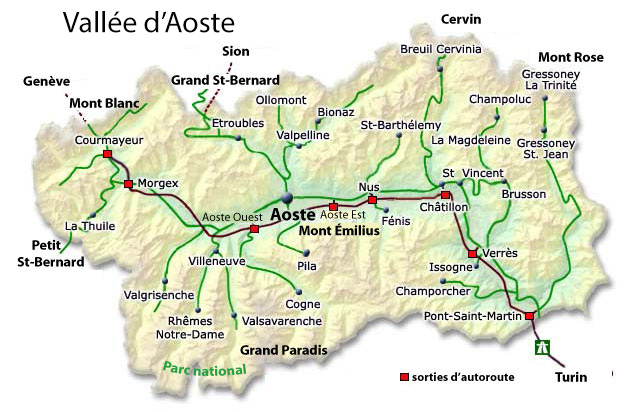
ヴァッレ・ダオスタ州地図

#### 隣接コムーネ
隣接するコムーネは以下の通り。括弧内のCH-VSはスイス・ヴァレー州所属を示す。
- バーニュ（イタリア語版） (CH-VS)
- エヴォレーヌ（イタリア語版） (CH-VS)
- ニュス
- オロモン
- オヤス
- トルニョン
- ヴァルトゥルナンシュ
- ツェルマット (CH-VS)

## 行政

### 分離集落
ビオナには、以下の分離集落（フラツィオーネ）がある。
- Balmes, Chentre, Chez, Chez Chenoux, Chez Les Merloz, Cretes, Dzovennoz, Lexert, Ly, Moulin, Noyer, Perquis, Places, La Quellod, Rey, Rû, Vagère, Lo Vianoz